# Distretto di Thaphalanxay
Il distretto di Thaphalanxay è uno dei quindici distretti (mueang) della provincia di Savannakhet, nel Laos. Ha come capoluogo la città di Thaphalanxay.